# Бурла (река)
Бурла (на руски: Бурла; на казахски: Борлы) е река в Алтайски край на Русия и Павлодарска област на Казахстан, вливаща се в езерото Голям Ажбулат. Дължина 489 km, площ на водосборния басейн 12 800 km².
Река Бурла изтича от югозападния ъгъл на Голямото Пустинно езеро, на 173 m н.в., разположено в северозападната част на Алтайски край на Русия, на 6 km югоизточно от село Маловолчанка. По цялото си протежение тече в югозападна посока през Кулундинската степ в силно заблатена долина. През по-голямата си част коритото ѝ е неясно изразено, като на места се губи, особено в долното течение, където преминава през редица малки езера. През по-голямата част от годината се влива в езерото Голямо Тополное, на 101 m н.в., разположено в крайната западна част на Алтайски край, но през пролетта, по време на пълноводие, изтича от него, навлиза в Павлодарска област на Казахстан и влива водите си в соленото езеро Голям Ашбулат, на 88 m н.в. Притоци: Паншиха, Куря (леви); Чуман (десен). Среден годишен отток преди вливането си в езерото Голямо Тополное 3 m³/sec. В плитките места през зимата замръзва до дъно. По течението на Бурла са разположени множество села, в т.ч. районните центрове в Алтайски край Панкрушиха, Хабари и Бурла.